# Science Fiction (오넷 콜먼의 음반)
| 전문가 평가                         | 전문가 평가 |
| 평가 점수                           | 평가 점수   |
| 출처                                | 점수        |
| ----------------------------------- | ----------- |
| AllMusic                            | [ 2 ]       |
| Pitchfork                           | 9.5/10      |
| The Rolling Stone Jazz Record Guide | [ 4 ]       |

《Science Fiction》은 미국의 아방가르드 재즈 색소포니스트이자 작곡가인 오넷 콜먼의 스튜디오 음반으로, 1971년 9월과 10월에 녹음되어 1972년 2월, 컬럼비아 레코드에서 발매되었다.
2000년, 이 음반은 《Broken Shadows》 (같은 세션에서 녹음되었지만 1982년까지 발매되지 않음) 및 《The Complete Science Fiction Sessions》로 발매되지 않은 여러 트랙과 함께 재발매되었다.

## 녹음
《Science Fiction》은 1970년대 초 콜먼 (알토 색소폰, 트럼펫, 바이올린), 찰리 헤이든 (콘트라베이스), 에드 블랙웰 (드럼), 듀이 레드먼 (테너 색소폰)으로 구성된 콜먼의 4중주곡을 선보인다. 또한 콜먼의 전 부단장 빌리 히긴스 (드럼), 돈 체리 (포켓 트럼펫), 보비 브래드퍼드 (나팔)의 공연과 인도계 미국인 가수 아샤 푸틀리의 보컬이 두 트랙에, 타이틀곡에는 미국 시인 데이비드 헨더슨의 보컬이 참여한다.

## 곡 목록
모든 곡들은 오넷 콜먼에 의해 작곡하였다.
| #  | 제목                           | 재생 시간 |
| -- | ------------------------------ | --------- |
| 1. | 〈What Reason Could I Give?〉  | 3:06      |
| 2. | 〈Civilization Day〉           | 6:04      |
| 3. | 〈Street Woman〉               | 4:50      |
| 4. | 〈Science Fiction〉            | 5:03      |
| 5. | 〈Rock the Clock〉             | 3:16      |
| 6. | 〈All My Life〉                | 3:56      |
| 7. | 〈Law Years〉                  | 5:22      |
| 8. | 〈The Jungle Is a Skyscraper〉 | 5:26      |